# Физико-географические провинции и районы Беларуси
Физико-географическое районирование Республики Беларусь ― система природного территориального деления (физико-географического районирования) Республики Беларусь.

## Физико-географические провинции и районы
Республика Беларусь расположена на западе Восточно-Европейской равнины. Северная и средняя полосы страны (72 % территории) принадлежат к подзоне смешанных, южная ― к подзоне широколиственных лесов. В подзоне смешанных лесов выделяют четыре провинции, в подзоне широколиственных ― одну. 
Провинции состоят из физико-географических районов. На основании исследований главных природных компонентов (типов рельефа в пересечённой местности и наиболее распространенных грунтов на равнинных пространствах) выделены 32 физико-географических района.

### Белорусско-Поозёрская провинция
Белорусско-Валдайская провинция включает в себя округ Белорусское Поозерье, который состоит из 11 районов: Витебская, Городокская, Нещердовская, Ушачско-Лепельская возвышенности, Свенцянские гряды, Верхнеберезинская, Лучосы (Лучёсы), Нарочано-Вилейская, Полоцкая, Суражская низины, Чашниковская равнина. К этой провинции принадлежат Белорусская гряда, в состав которой входят районы: Минская, Оршанская и Ошмянская возвышенности.

### Западно-Белорусская провинция
Западно-Белорусская провинция включает 7 районов: Барановичскую, Лидскую, Прибугскую равнины, Верхненеманскую и Средненеманскую низменности, Копыльскую гряду и Юго-Западное ответвление Белорусской гряды.

### Восточно-Белорусская провинция
К Восточно-Белорусской провинции относят районы: Горецко-Мстиславская и Оршанско-Могилёвская равнины.

### Предполесская провинция
Предполесская провинция объединяет районы Чечёрская равнина и Центральноберезинская равнина.

### Провинция Восточной Прибалтики
Провинция Восточной Прибалтики имеет районы: Браславская гряда и Латгальская возвышенность.

### Полесская провинция
Часть Полесской провинции в Беларуси (остальная часть на территории Украины) рассматривается как подпровинция Белорусское Полесье и состоит из районов: Брестское, Гомельское, Мозырское и Припятское Полесья, а также Загородье.